# رودولفو بارتيكزكو
رودولفو بارتيكزكو الشهير باسم باتيسكو (12 نوفمبر 1910 - 13 مارس 1988) لاعب كرة قدم برازيلي ذو أصول بولندية راحل كان يجيد اللعب في خط الهجوم.
لعب طوال مسيرته الرياضية في أندية باليسترا إيطاليا (1930-1932) فوركا لوز (1932) ناسيونال مونتيفيديو (1933-1934) بوتافوغو (1934-1943).
مثل منتخب البرازيل في 15 مباراة مسجلا 6 أهداف (1934-1942). شارك مع منتخب البرازيل في بطولة كأس العالم 1934 في إيطاليا حيث خرج من الدور الثمن النهائي وفي بطولة كأس العالم 1938 في فرنسا حيث احتل المركز الثالث.

## وصلات خارجية
- رودولفو بارتيكزكو على موقع الاتحاد الدولي (مؤرشف)  (الإنجليزية)
- رودولفو بارتيكزكو على موقع قاعدة بيانات كرة القدم.إي يو (الإنجليزية)
- رودولفو بارتيكزكو على موقع ناشيونال فوتبول تيمز (الإنجليزية)
- رودولفو بارتيكزكو على موقع Soccerway.com (الإنجليزية)
- رودولفو بارتيكزكو على موقع عالم كرة القدم.نت (الإنجليزية)

- سيرة ذاتية